# Yesterday Once More
"Yesterday Once More" is een nummer van het Amerikaanse duo The Carpenters. Het nummer werd uitgebracht op hun album Now & Then uit 1973. Op 2 juni van dat jaar werd het nummer uitgebracht als de tweede single van het album.

## Achtergrond
"Yesterday Once More" is geschreven door groepslid Richard Carpenter met John Bettis en geproduceerd door Richard en Karen Carpenter. Op het album Now & Then is het het eerste nummer in een medley die de gehele tweede kant van het album beslaat. Deze medley bestaat, naast het titelnummer, uit covers van nummers uit de jaren '60. Deze worden gespeeld zodat het lijkt alsof er naar een radiozender die enkel oude muziek speelt wordt geluisterd. Volgens Richard Carpenter is het zijn favoriete door hemzelf geschreven nummer. Tijdens concerten heeft hij regelmatig instrumentale versies gespeeld.
"Yesterday Once More" werd een grote hit en piekte op de tweede plaats in de Amerikaanse Billboard Hot 100, waar het enkel door "Bad, Bad Leroy Brown" van Jim Croce van de eerste plaats werd gehouden. In de Adult Contemporary-lijst wist het wel de hoogste positie te bereiken, waardoor het voor het duo de achtste nummer 1-hit in vier jaar in deze lijst werd. Ook in andere landen werd het een hit: in Canada werd het een nummer 1-hit, in het Verenigd Koninkrijk bereikte het de tweede plaats, in Nederland werd respectievelijk de zevende en vijfde plaats behaald in de Top 40 en de Daverende Dertig en in Vlaanderen kwam het tot de vijfde positie in de voorloper van de Ultratop 50.
In 1981 werd dit nummer gecoverd door The Spinners.

## Hitnoteringen

### Nederlandse Top 40
| Hitnotering: 14-07-1973 t/m 15-09-1973 | Hitnotering: 14-07-1973 t/m 15-09-1973 | Hitnotering: 14-07-1973 t/m 15-09-1973 | Hitnotering: 14-07-1973 t/m 15-09-1973 | Hitnotering: 14-07-1973 t/m 15-09-1973 | Hitnotering: 14-07-1973 t/m 15-09-1973 | Hitnotering: 14-07-1973 t/m 15-09-1973 | Hitnotering: 14-07-1973 t/m 15-09-1973 | Hitnotering: 14-07-1973 t/m 15-09-1973 | Hitnotering: 14-07-1973 t/m 15-09-1973 | Hitnotering: 14-07-1973 t/m 15-09-1973 | Hitnotering: 14-07-1973 t/m 15-09-1973 |
| Week                                   | 1                                      | 2                                      | 3                                      | 4                                      | 5                                      | 6                                      | 7                                      | 8                                      | 9                                      | 10                                     |                                        |
| -------------------------------------- | -------------------------------------- | -------------------------------------- | -------------------------------------- | -------------------------------------- | -------------------------------------- | -------------------------------------- | -------------------------------------- | -------------------------------------- | -------------------------------------- | -------------------------------------- | -------------------------------------- |
| Positie                                | 25                                     | 13                                     | 10                                     | 9                                      | 7                                      | 8                                      | 14                                     | 23                                     | 33                                     | 39                                     | uit                                    |

### Daverende Dertig
| Hitnotering: 14-07-1973 t/m 01-09-1973 | Hitnotering: 14-07-1973 t/m 01-09-1973 | Hitnotering: 14-07-1973 t/m 01-09-1973 | Hitnotering: 14-07-1973 t/m 01-09-1973 | Hitnotering: 14-07-1973 t/m 01-09-1973 | Hitnotering: 14-07-1973 t/m 01-09-1973 | Hitnotering: 14-07-1973 t/m 01-09-1973 | Hitnotering: 14-07-1973 t/m 01-09-1973 | Hitnotering: 14-07-1973 t/m 01-09-1973 | Hitnotering: 14-07-1973 t/m 01-09-1973 |
| Week                                   | 1                                      | 2                                      | 3                                      | 4                                      | 5                                      | 6                                      | 7                                      | 8                                      |                                        |
| -------------------------------------- | -------------------------------------- | -------------------------------------- | -------------------------------------- | -------------------------------------- | -------------------------------------- | -------------------------------------- | -------------------------------------- | -------------------------------------- | -------------------------------------- |
| Positie                                | 25                                     | 14                                     | 8                                      | 5                                      | 6                                      | 13                                     | 15                                     | 25                                     | uit                                    |

### NPO Radio 2 Top 2000
| Nummer met noteringen in de NPO Radio 2 Top 2000 | '99 | '00 | '01 | '02 | '03 | '04 | '05 | '06 | '07  | '08 | '09  | '10 | '11  | '12  | '13  | '14  | '15  | '16  | '17  |
| ------------------------------------------------ | --- | --- | --- | --- | --- | --- | --- | --- | ---- | --- | ---- | --- | ---- | ---- | ---- | ---- | ---- | ---- | ---- |
| Yesterday Once More                              | 699 | 809 | 796 | 732 | 998 | 991 | 938 | 924 | 1156 | 960 | 1271 | 888 | 1278 | 1320 | 1665 | 1592 | 1577 | 1493 | 1677 |

1. ↑  Een vetgedrukt getal geeft de hoogste notering aan.
2. ↑  Deze tabel is bijgewerkt tot en met de laatste editie (2024).